# Dezize-lès-Maranges
Dezize-lès-Maranges est une commune française située dans le département de Saône-et-Loire, en région Bourgogne-Franche-Comté.

## Géographie

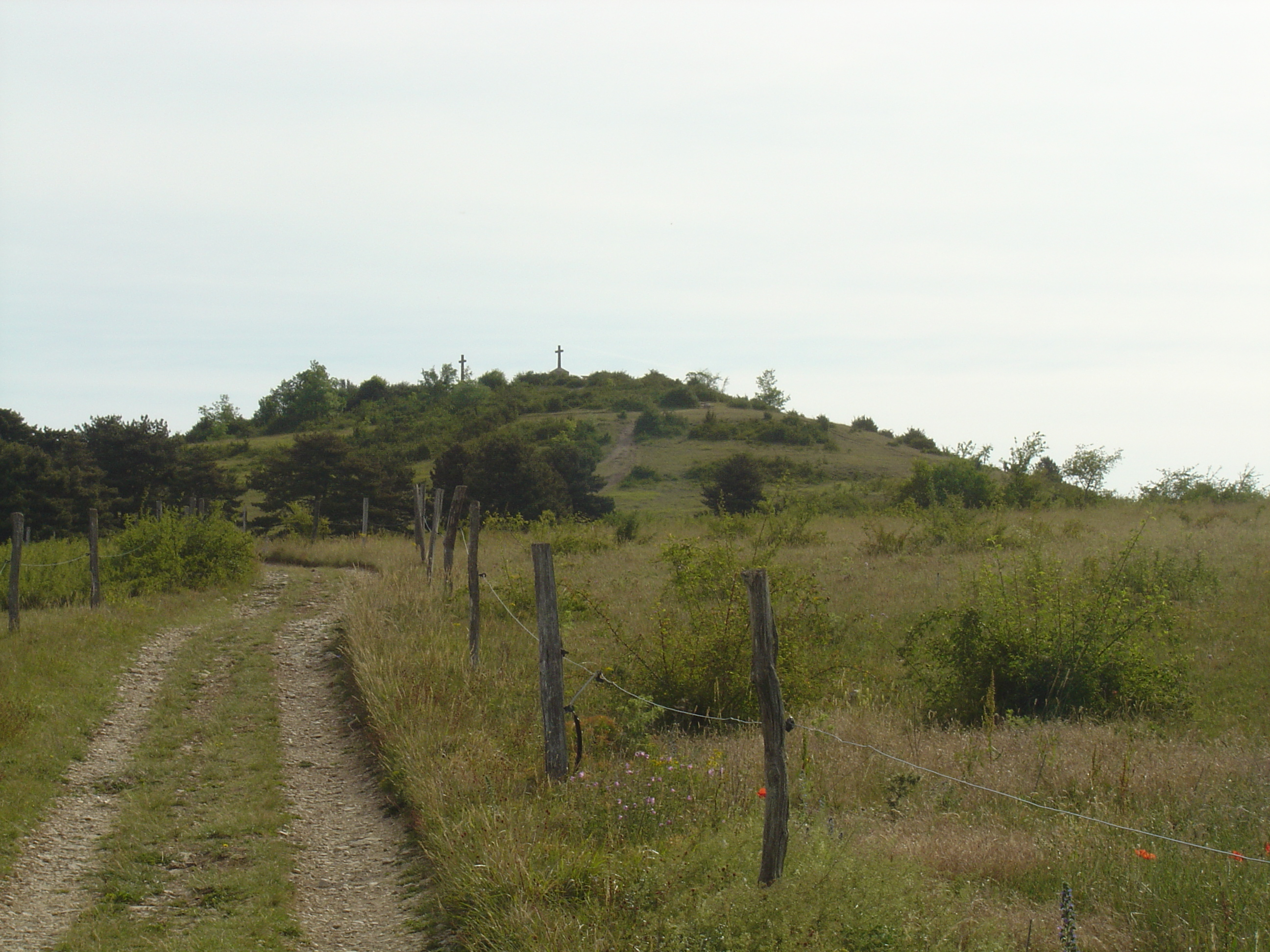
Le mont Sène ou montagne des trois croix.

### Climat
Pour des articles plus généraux, voir Climat de la Bourgogne-Franche-Comté et Climat de Saône-et-Loire.
En 2010, le climat de la commune est de type climat océanique dégradé des plaines du Centre et du Nord, selon une étude du Centre national de la recherche scientifique s'appuyant sur une série de données couvrant la période 1971-2000. En 2020, Météo-France publie une typologie des climats de la France métropolitaine dans laquelle la commune est exposée à un climat océanique altéré et est dans la région climatique Bourgogne, vallée de la Saône, caractérisée par un bon ensoleillement (1 900 h/an), un été chaud (18,5 °C), un air sec au printemps et en été et des vents faibles.
Pour la période 1971-2000, la température annuelle moyenne est de 10,4 °C, avec une amplitude thermique annuelle de 17,2 °C. Le cumul annuel moyen de précipitations est de 828 mm, avec 12,8 jours de précipitations en janvier et 7,6 jours en juillet. Pour la période 1991-2020, la température moyenne annuelle observée sur la station météorologique de Météo-France la plus proche, « St-Maurice-lès-Couches_sapc », sur la commune de Saint-Maurice-lès-Couches à 5 km à vol d'oiseau, est de 11,5 °C et le cumul annuel moyen de précipitations est de 803,5 mm. 
La température maximale relevée sur cette station est de 40,4 °C, atteinte le 12 août 2003 ; la température minimale est de −16,7 °C, atteinte le 20 décembre 2009,,.
Les paramètres climatiques de la commune ont été estimés pour le milieu du siècle (2041-2070) selon différents scénarios d'émission de gaz à effet de serre à partir des nouvelles projections climatiques de référence DRIAS-2020. Ils sont consultables sur un site dédié publié par Météo-France en novembre 2022.

## Urbanisme

### Typologie
Au 1er janvier 2024, Dezize-lès-Maranges est catégorisée commune rurale à habitat dispersé, selon la nouvelle grille communale de densité à sept niveaux définie par l'Insee en 2022.
Elle est située hors unité urbaine et hors attraction des villes,.

### Occupation des sols
L'occupation des sols de la commune, telle qu'elle ressort de la base de données européenne d’occupation biophysique des sols Corine Land Cover (CLC), est marquée par l'importance des territoires agricoles (63,5 % en 2018), une proportion identique à celle de 1990 (63,5 %). La répartition détaillée en 2018 est la suivante : prairies (24,8 %), milieux à végétation arbustive et/ou herbacée (23,1 %), zones agricoles hétérogènes (14,5 %), terres arables (12,6 %), cultures permanentes (11,5 %), forêts (7,7 %), zones urbanisées (5,7 %). L'évolution de l’occupation des sols de la commune et de ses infrastructures peut être observée sur les différentes représentations cartographiques du territoire : la carte de Cassini (XVIIIe siècle), la carte d'état-major (1820-1866) et les cartes ou photos aériennes de l'IGN pour la période actuelle (1950 à aujourd'hui).

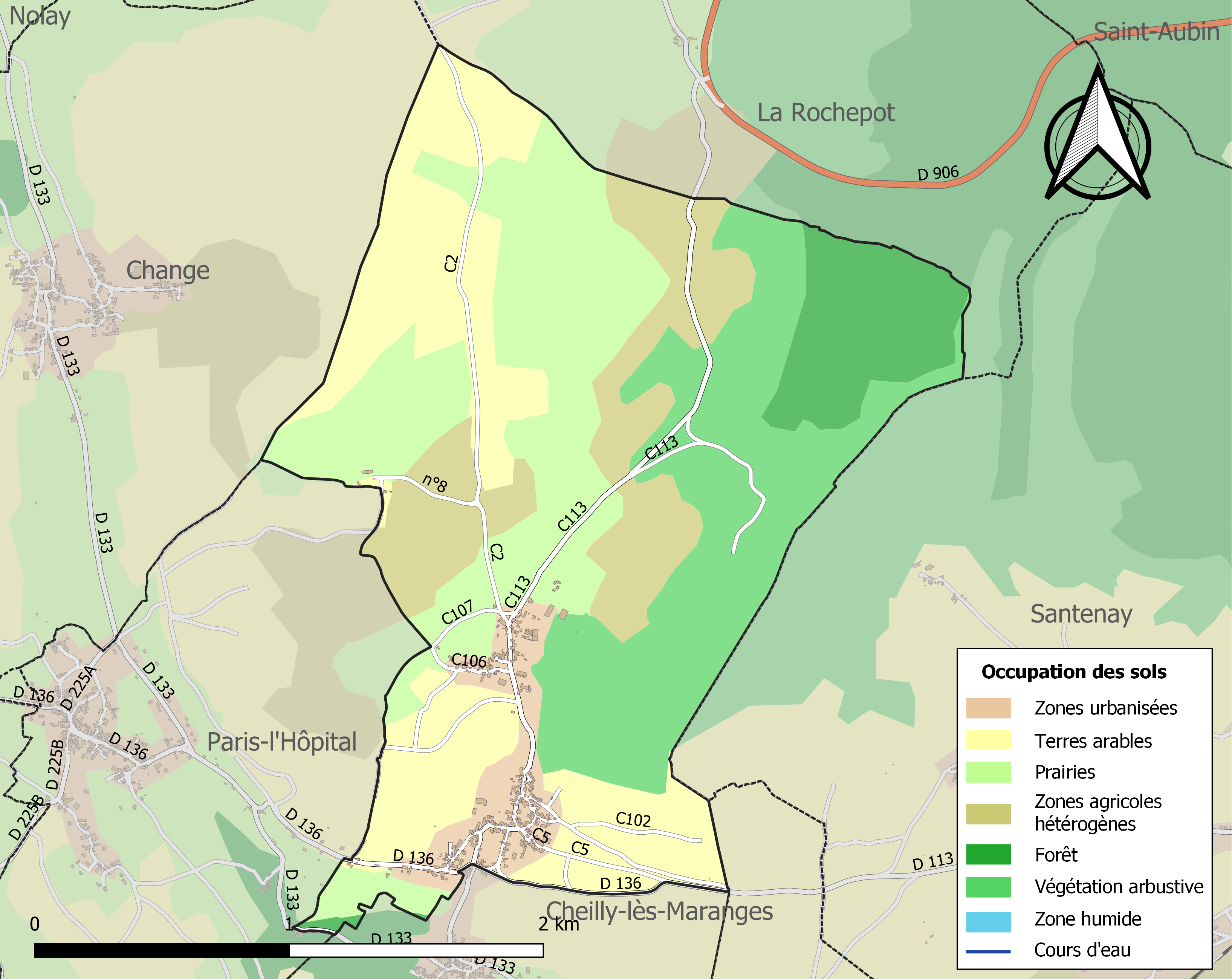
Carte des infrastructures et de l'occupation des sols de la commune en 2018 (CLC).

## Toponymie
Decidus, puis Decetia, a été le siège d'un prieuré béndictin.

## Politique et administration
| Période                                  | Période   | Identité         | Étiquette | Qualité    |
| ---------------------------------------- | --------- | ---------------- | --------- | ---------- |
| mars 1977                                | mars 1989 | Pierre Le Pape   | SE        | Vigneron   |
| mars 1989                                | juin 1995 | Jean Battault    | SE        | Vigneron   |
| juin 1995                                | mars 2001 | Gabriel Fournel  | SE        | Menuisier  |
| mars 2001                                | mars 2014 | Michel Renaud    | SE        |            |
| mars 2014                                | mai 2020  | Franck Chambrion | SE        | agent SNCF |
| mai 2020                                 | En cours  | Michel Bouley    | SE-DVG    |            |
| Les données manquantes sont à compléter. |           |                  |           |            |

## Démographie
L'évolution du nombre d'habitants est connue à travers les recensements de la population effectués dans la commune depuis 1793. Pour les communes de moins de 10 000 habitants, une enquête de recensement portant sur toute la population est réalisée tous les cinq ans, les populations de référence des années intermédiaires étant quant à elles estimées par interpolation ou extrapolation. Pour la commune, le premier recensement exhaustif entrant dans le cadre du nouveau dispositif a été réalisé en 2006.

En 2022, la commune comptait 164 habitants, en évolution de −5,75 % par rapport à 2016 (Saône-et-Loire : −1,06 %, France hors Mayotte : +2,11 %).
| 1793 | 1800 | 1806 | 1821  | 1831  | 1836 | 1841 | 1846 | 1851 |
| ---- | ---- | ---- | ----- | ----- | ---- | ---- | ---- | ---- |
| 720  | 586  | 655  | 1 162 | 1 220 | 674  | 637  | 623  | 640  |

| 1856 | 1861 | 1866 | 1872 | 1876 | 1881 | 1886 | 1891 | 1896 |
| ---- | ---- | ---- | ---- | ---- | ---- | ---- | ---- | ---- |
| 595  | 578  | 568  | 564  | 545  | 538  | 561  | 528  | 504  |

| 1901 | 1906 | 1911 | 1921 | 1926 | 1931 | 1936 | 1946 | 1954 |
| ---- | ---- | ---- | ---- | ---- | ---- | ---- | ---- | ---- |
| 505  | 503  | 481  | 358  | 304  | 296  | 275  | 278  | 281  |

| 1962 | 1968 | 1975 | 1982 | 1990 | 1999 | 2006 | 2011 | 2016 |
| ---- | ---- | ---- | ---- | ---- | ---- | ---- | ---- | ---- |
| 266  | 230  | 206  | 218  | 206  | 191  | 197  | 192  | 174  |

| 2021 | 2022 | - | - | - | - | - | - | - |
| ---- | ---- | - | - | - | - | - | - | - |
| 167  | 164  | - | - | - | - | - | - | - |

## Culture locale et patrimoine

### Lieux et monuments
- La montagne des Trois Croix ou Mont de Sène dont un des trois calvaires se trouve sur la commune de Santenay (Côte-d'Or)[18].
- Deux tumuli-dolmen(s) du Mont de Sène et de Borgy, classés depuis le 2 mars 1912, sont situés au lieu-dit le Bas-de-la-Chaume-Moyelle.
- La croix de Dezize-lès-Maranges.
- L'église Saint-Martin, du XIIe siècle, qui a pour particularité d'avoir conservé une cloche figurant parmi les plus anciennes du diocèse d'Autun, fondue en 1578[19]. S'y trouve également une statue en pierre de sainte Radegonde[20].
- La « croix à la poule », située dans le bas du village, élevée en esprit de pénitence par le duc d'Aumont, seigneur de Nolay, après avoir tué en duel le duc de Chamilly avec lequel il s'était disputé pour une poule (y figure l'inscription suivante datant de 1702 : Celui qui a fait faire cette croix se recommande à vos prières)[20].
- Belles maisons anciennes.

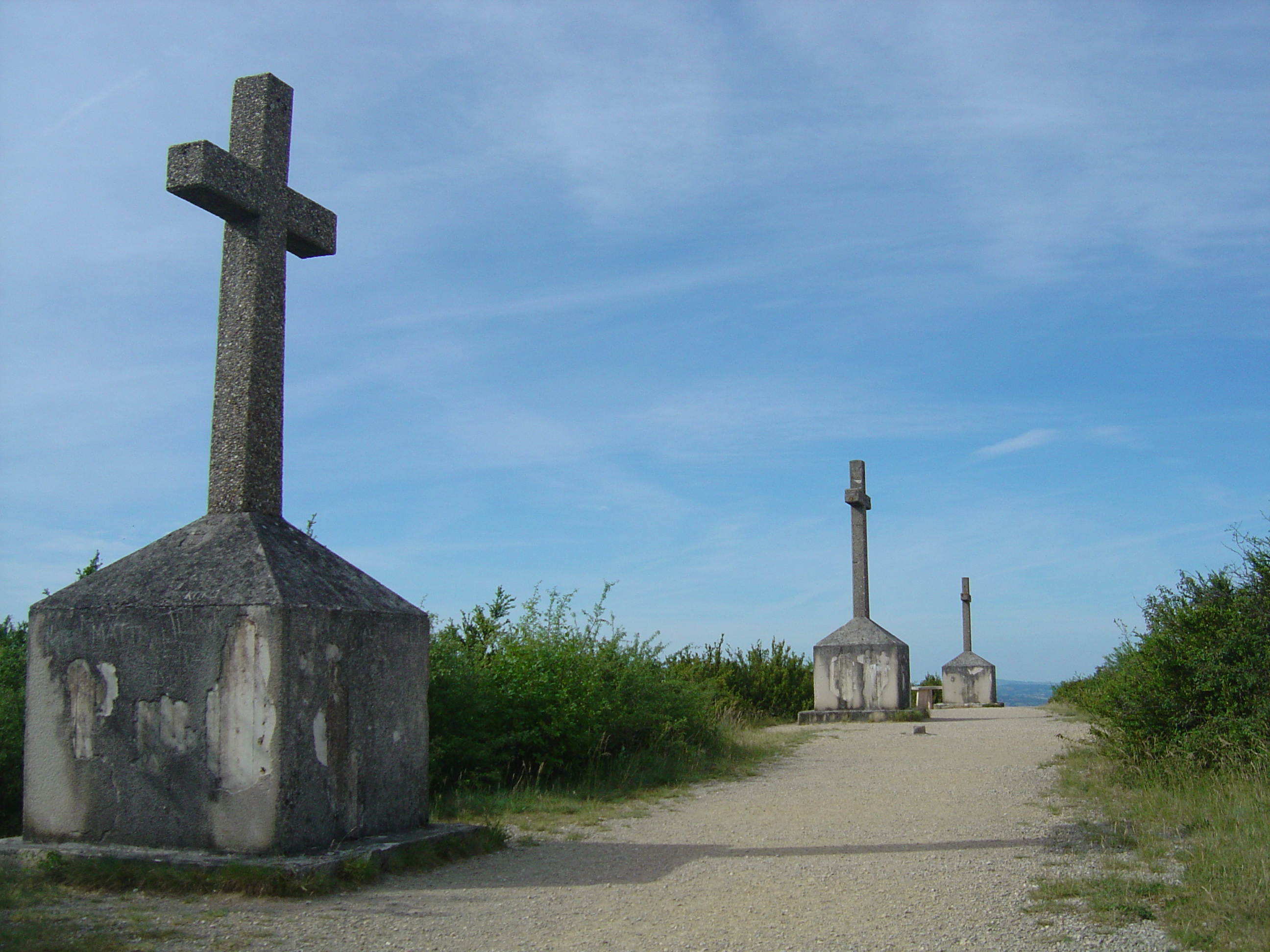
Les trois croix du mont Sène.
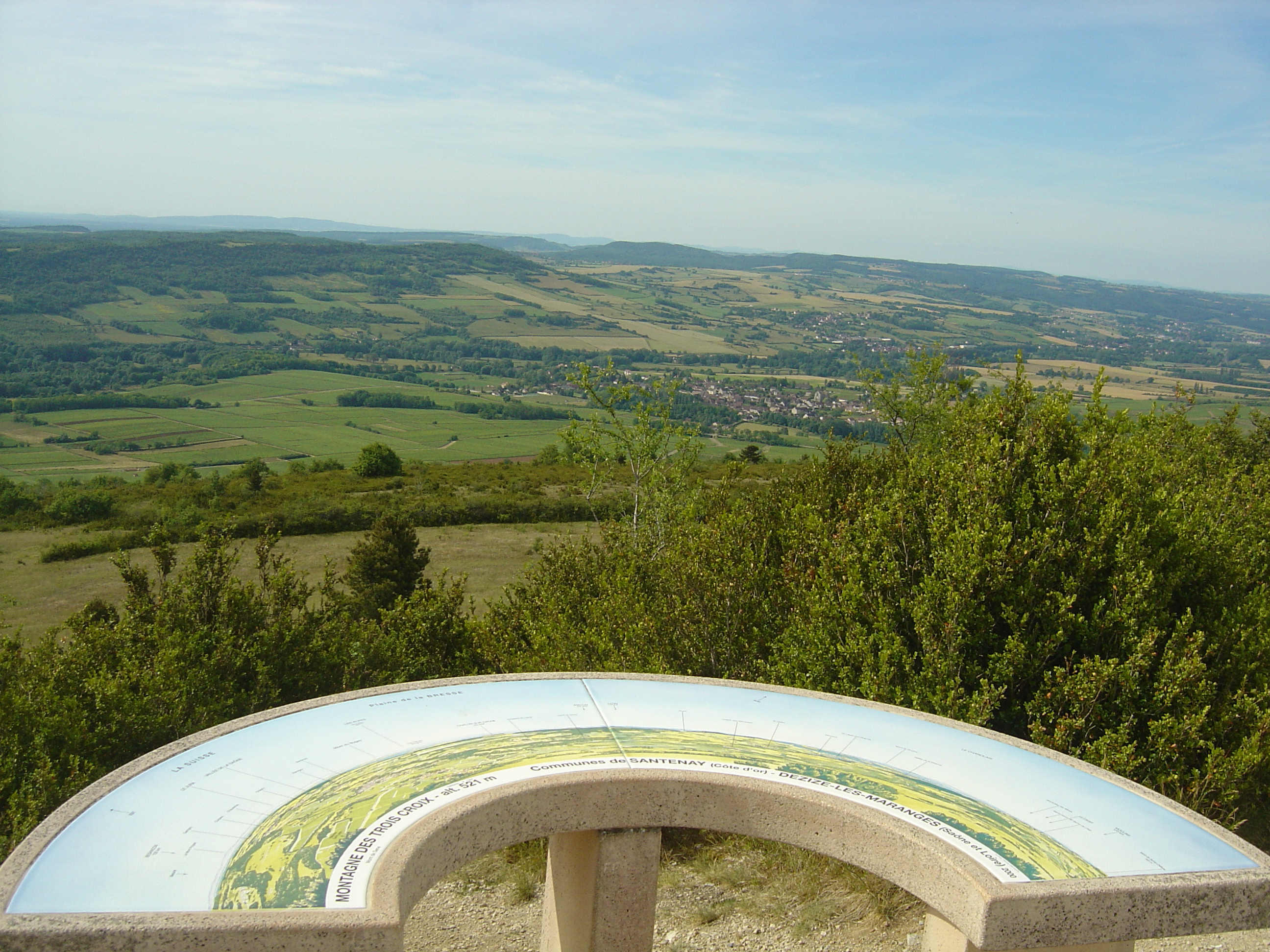
L'une des deux tables d'orientation du mont Sène.

### Personnalités liées à la commune
- Jean-Baptiste Guéneau (1849-1921), homme politique, député de la Côte-d'Or de 1898 à 1902.
- Pierre Guéneau (1853-1894), homme politique, maire de Nolay, député de la Côte-d'Or.
- Henri Maupoil, ministre des Pensions du 7 juin 1935 au 24 janvier 1936 dans le gouvernement Pierre Laval (4).
- Henri Moine, maire de Beaune de 1968 à 1995 et député de Côte-d'Or de 1972 à 1974.

### Héraldique
Blasonnement : De gueules à la bande coticée d'argent chargée d'une trainée de cep de vigne de sinople fruitée de trois grappes de raisin de sable.

## Pour approfondir